# تاریخ سنی ملوک الارض و الانبیاء
تاریخ سنی ملوک الارض و الانبیاء یا تاریخ پیامبران و شاهان کتابی دربارهٔ تاریخ عمومی اثر حمزه اصفهانی است که نام اصلی آن تواریخ کبارالامم بوده و با نام‌های دیگری چون تاریخ کبارالبشر و کتاب الامم نیز ذکر شده‌است، تنها کتاب تاریخی به جامانده از حمزه اصفهانی است که در آن، در ده باب به ذکر سال حکومت پادشاهان و حکام ایران، روم، یونان، قبط، اسرائیل، لخم، غسّان، حمیر، کنده و قریش، و پیامبران معاصر با برخی از این فرمانروایان پرداخته‌است. وی هنگام ذکر تاریخ قریش، از تاریخ مَعَدّیان آغاز کرده و آن را تا دوران اسلام و سپس عصر خلفا تا ۳۵۰ هجری قمری ادامه داده‌است، ضمن آنکه از توجه به حکومت‌های ایرانی معاصر عصر خلفا نیز غفلت نکرده‌است. محور اصلی این کتاب تعیین سنوات صحیح حکومت حکام و پادشاهان با کمک محاسبات نجومی است و از این‌رو بیش از آنکه رویکردی تاریخی داشته‌باشد، تقویمی است حاوی برخی تفاصیل تاریخی و اجتماعی. با این حال، دقت به‌کاررفته در آن توأم با روش علمی نگارش کتاب، اهمیت آن را تا حد یک اثر معتبر تاریخی ارتقا داده‌است. چند نسخهٔ خطی کامل و ناقص از این کتاب موجود است. نخستین‌بار در  ۱۸۴۴، میلادی، گوتوالت متن عربی کتاب و در ۱۸۴۸ میلادی ترجمهٔ لاتینی آن را در لایپزیگ منتشر کرد. در ۱۸۶۶ میلادی مولوی کبیرالدین این کتاب را با عنوان تاریخ ملوک‌الارض در کلکته به چاپ رساند. در ۱۹۳۲ میلادی داود پوته ترجمهٔ انگلیسی آن را در بمبئی منتشر کرد. نخستین‌بار، در ۱۳۴۶ خورشیدی جعفر شعار این کتاب را به فارسی ترجمه کرد که با عنوان تاریخ پیامبران و پادشاهان انتشار یافت.